# Herbert Charles Brown
Herbert Charles Brown (Londres, 22 de maio de 1912 — West Lafayette, 19 de dezembro de 2004) foi um químico britânico e estadunidense.
Conjuntamente com Georg Wittig, foi laureado com o Nobel de Química de 1979 devido ao seu desenvolvimento do uso de compostos que contêm boro e fósforo na síntese orgânica de reagentes.